# Хьюстонский музей естественных наук
Хьюстонский музей естественных наук (англ. The Houston Museum of Natural Science, HMNS) — американский музей науки, расположенный в Хьюстоне, штат Техас, у северной границы Германн-парка (англ. Hermann Park). Основан в 1909 году Хьюстонским музейным и научным обществом, занимавшимся вопросами создания научных и образовательных общественных институтов с бесплатным посещением. Ежегодно музей посещает более 2 млн человек.
Музейный комплекс состоит из центрального четырёхэтажного здания, где выставлены экспозиции, посвящённые палеонтологии, геологии, истории освоения космоса; планетария, центра бабочек и кинотеатра. Музей является одним из самых популярных в США и в рейтинге следует сразу после Американского музея естественной истории, Метрополитен-музея и Музея де Янга. Считается, что наибольший интерес публики вызывают многочисленные гостевые выставки, проходящие в музее.

## История

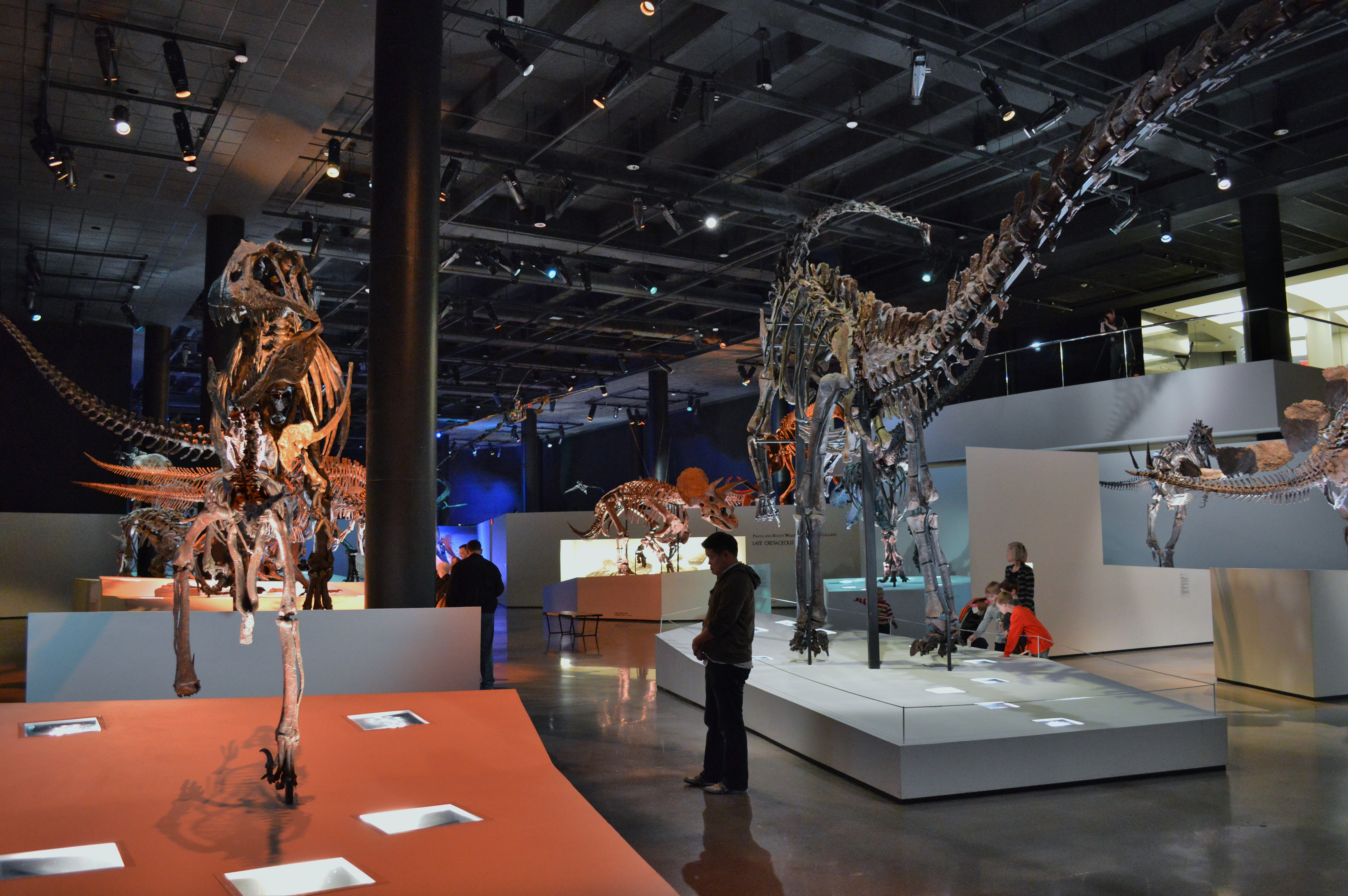
Зал палеонтологии

У истоков музея стояла организация, созданная в 1909 году под названием Хьюстонское музейное и научное общество (англ.  Houston Museum and Scientific Society, Inc.. Экспонаты основного собрания музея приобретались с 1914 по 1930 годы. Среди них была коллекция по естественной истории Генри Филемона Эттуотера и полученная в дар коллекция Джона Милсапса. Последняя сформировала ядро экспозиции камней и минералов. Первоначально музейные экспонаты размещались к городском собрании Хьюстона, затем в течение семи лет в центральной библиотеке, а в 1929 были перевезены на площадку в Хьюстонском зоопарке (англ. Houston Zoo). Образовательные программы действуют в музее с 1947 года, и уже в 1948 году в них участвовало 12000 детей.
В 1960 году музей был официально переименован в Хьюстонский музей естественных наук. С 1964 в Герман-парке велось строительство нового музейного комплекса, который открылся в 1969 году.

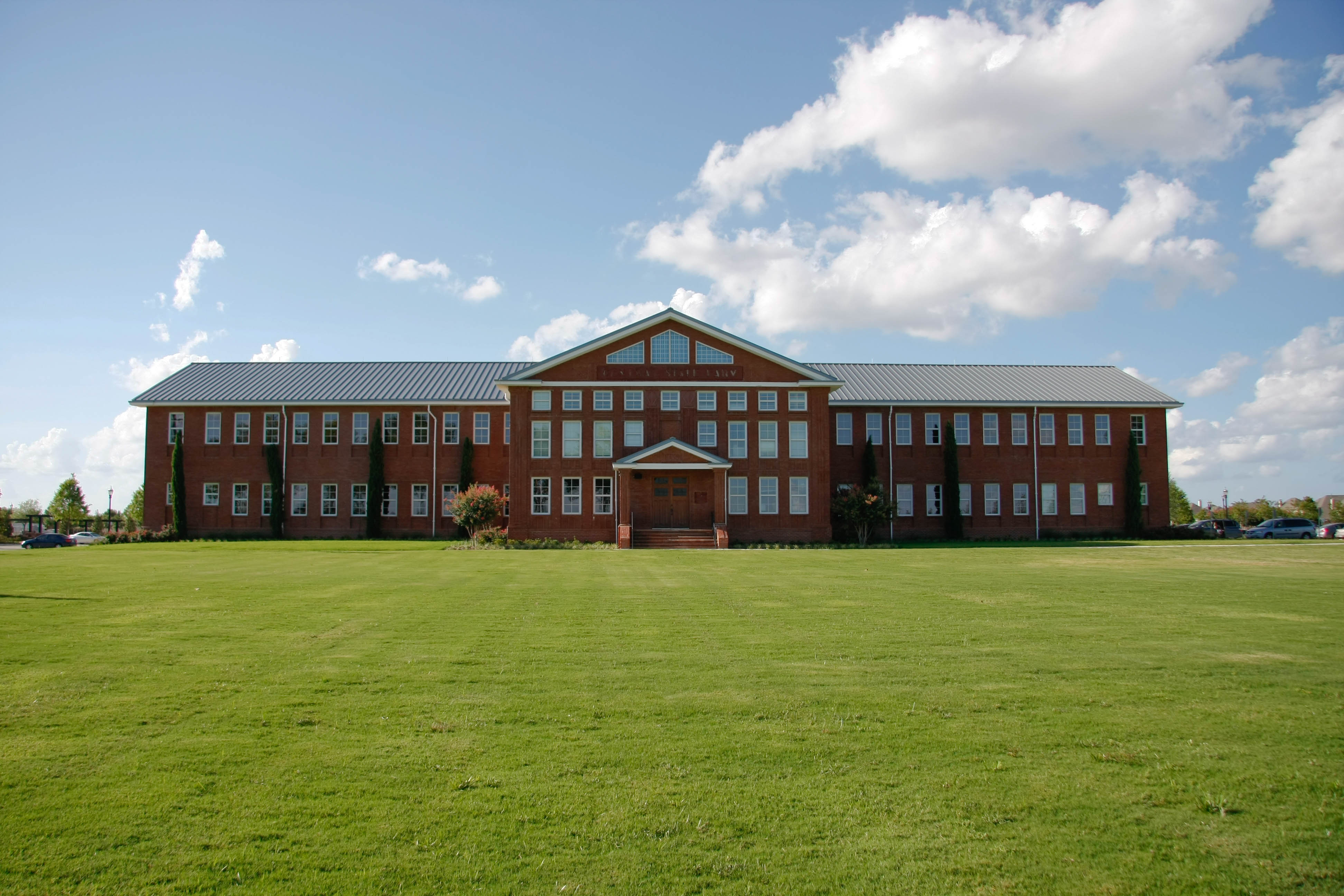
Музей в Шугар-Ленд (Техас)

К 1980 году постоянная экспозиция музея состояла из коллекции динозавров, музея космоса, геологической, биологической выставок и выставок, посвящённых добыче и переработке нефти. В 1988 году, в память о катастрофе шаттла «Челленджер (шаттл)», был открыт образовательный центр. В 1989 году появились кинотеатр IMAX и обсерватория Джорджа, расположенная вне территории музея в национальном парке Бразос-Бенд.
В 1990 году число посетителей музея превысило 1 млн человек. Попечительский фонд предложил провести модернизацию и расширение музея, и с 1991 по 1994 годы были построены новые залы, включая центр бабочек.
С марта 2007 по сентябрь 2009 года HMNS использовал новую площадку в Woodlands Mall, где посетители могли принять участие в раскопках костей динозавра. В 2009 году открылся филиал музея в городе Шугар-Ленд (Техас), в старом тюремном здании. В июне 2012 года более чем в два раза была увеличена экспозиция динозавров. В настоящее время музей демонстрирует 60 динозавров включая трёх тираннозавров и кетцалькоатля.